# Kovács Ilona (pszichológus)
Kovács Ilona (Budapest, 1960. július 3. –) pszichológus, látáskutató, egyetemi tanár, a Magyar Tudományos Akadémia rendes tagja, egykori válogatott kosárlabdázó.

## Élete, munkássága

### Tanulmányai, munkahelyei
A Kaffka Margit Gimnáziumban érettségizett. Utána az ELTE Bölcsészettudományi Kar (ELTE-BTK) pszichológia szakára járt és 1983-ban diplomázott.1989-ig az ELTE Általános Pszichológia Tanszékén tanársegédként tevékenykedett. Az egyetemi doktori címet 1988-ban szerezte meg. Ezután az amerikai Rutgers Egyetem Látáskutató Laboratóriumában és Pszichológia Tanszékén dolgozott, New Brunswickben 2003-ig. Az Amerikai Egyesült Államokból Magyarországra költözött 2003-ban és egyetemi docensként a Budapesti Műszaki és Gazdaságtudományi Egyetemen dolgozott 2006-ig. 2006 és 2011 között az MTA-BME Kognitív Tudományi Kutatócsoport vezetője. 2006-tól 2012-ig a Budapesti Műszaki és Gazdaságtudományi Egyetem Pszichológia doktori iskolájának vezetője. A Budapesti Műszaki és Gazdaságtudományi Egyetem Kognitív Tudományi Tanszékének megbízott tanszékvezetője 2004-től 2006-ig, majd 2009-ig ennek a tanszéknek a vezetője. A Budapesti Műszaki és Gazdaságtudományi Egyetem egyetemi tanára 2006-tól 2012-ig. A Budapesti Műszaki és Gazdaságtudományi Egyetem Természettudományi Karának nemzetközi és tudományos dékánhelyettese 2011 és 2012 között. A Pázmány Péter Katolikus Egyetem Fejlődés- Idegtudományi Laboratóriumának és a Pázmány Péter Katolikus Egyetem Bölcsészettudományi Kar Általános Pszichológia Tanszékének vezetője 2013-tól. A Pázmány Péter Katolikus Egyetem Bölcsészettudományi Kar Pszichológiai Kutatólaboratóriumának vezetőjeként tevékenykedik 2014-től. 2019-ben a Magyar Tudományos Akadémia levelező, 2025-ben rendes tagjává választották.

### Oktatásszervezési tevékenység
- BME Pszichológia MA / Kognitív Pszichológia szakirány akkreditációja és szakirányfelelőssége
- BME Kognitív tanulmányok/Cognitive studies MA akkreditációja és szakfelelőssége
- BME Pszichológia Doktori Iskola akkreditációja és vezetése

### Oktatási tapasztalatok
Az Eötvös Loránd Tudományegyetemen 1983 és 1989 között oktatott tárgyai:
- Pszichológiatörténet
- Memória és figyelem
- Mentális képzelet
- Látás és pszichofizika

Ugyanitt 1995-ben Percepció és modularitást, míg 1996-ban Percepciót tanít.
A Szegedi Tudományegyetemen Perception and Action címmel tartott kurzust 2000-ben.
Oktatási tevékenysége a Rutgers Egyetemen:
- Sensation and Perception, undergraduate level, 1996, 1998, 1999, 2000
- Sensation and Perception Lab., undergraduate level, 1996, 1998, 1999, 2000
- Visual Perception, graduate level, 1998, 1999
- Advanced Seminar in Perception, graduate level, 2001
- What is Conitive Science?, undergraduate level, 1998, 1999, 2000
- Proseminar in Cognitive Science, graduate level, 1998, 1999, 2000

A Budapesti Műszaki és Gazdaságtudományi Egyetemen 2004 és 2012 között a következő tárgyakat oktatta:
- Általános pszichológia, BA
- Percepció és tanulás, MA
- Bevezetés a kognitív tudományba, MA
- Fejlődéspszichológia, MA
- Kognitív zavarok neurogenetikus háttéren, PhD
- A kísérleti pszichológia módszertana, PhD
- Percepció, PhD
- Agykérgi plaszticitás, PhD

2013-tól a Pázmány Péter Katolikus Egyetemen Kognitív pszichológia mesterkurzust tart.

### Külföldi szakmai tapasztalatok, együttműködések
- Rutgers University, Laboratory of Vision Research, Center for Cognitive Science, Department of Psychology, 1990-2004.
- Invited Fellow, Collegium Budapest / Institute for Advanced StudyInvited Fellow, Collegium Budapest / Institute for Advanced StudyCollegium Budapest, 2001-2002Kutató,
- Meghívott oktató, „Visual Neuroscience: From Spikes to Awareness, FENS-IBRO Summer School"-ban (Rauischholzhausen, Németország, 2010, 2012, 2014).
- Alapító, "Middle European interdisciplinary Master Programme in Cognitive Science"
- Konzulens, CNTRACS1/5-Cognitive Neuroscience Task Reliability & Clinical Applications Consortium, USA, 2009-2011 (Washington U. St Luis, USA)
- Research in Paris, Laboratoire Psychologie de la Perception (UMR 8158 CNRS) 2012

## Kutatói területei, kutatói érdeklődése
- Alapkutatás a megismerés pszichológiája és neurobiológiája területén.
- A látás agykérgi mechanizmusainak feltárása pszichofizikai és elektrofiziológiai módszerekkel.
- Sztereopszis és agykérgi binokularitás.
- A tárgy- és formalátás agykérgi mechanizmusai, és azok modellezése.
- A biológiai mozgásérzékelés alapvető mechanizmusai.
- A vizuális kétértelműségek érzékelésének agykérgi mechanizmusai.
- A készségtanulás és az agykérgi plaszticitás emberre jellemző formái.
- A tanulás és az alvás összefüggései.
- A vizuális és motoros készségtanulás agykérgi mechanizmusai.
- A perceptuális és motoros tanulás fejlődése.
- A koraszülöttek látási fejlődése.
- A perceptuális és kognitív fejlődés zavarai.
- A sztereopszis zavarai és az amblyopia agykérgi háttere.
- Vizuális integrációs zavarok Williams-szindrómában, diszlexiában, skizofréniában.
- Perceptuális stílusok anorexia nervosában.
- Az alvás és a kognitív fejlődés együttes zavarai.
- Transzlációs kutatás: az alapkutatás módszertanának átültetése klinikai gyakorlatba; szűrővizsgálatok kidolgozása

## Képzettségek, fokozatok, címek
- Pszichológus diploma, ELTE, 1983
- Egyetemi doktor, Pszichológia, ELTE, 1988
- CSc, Pszichológia, MTA, 1997
- Dr. Habil., Pszichológia, Pécsi Egyetem, 2003
- DSc, Pszichológia, MTA, 2004
- választott tag, Academia Europaea, 2009

## Fontosabb művei (válogatás)
- Kovács I: Egy tudományos vízió. PSZICHOLÓGIA (MTA PSZICHOLÓGIAI INTÉZET) 11: pp. 77–125. (1991)
- Kovács I, B Julesz: Depth, motion, and static-flow perception at metaisoluminant color contrast. PROCEEDINGS OF THE NATIONAL ACADEMY OF SCIENCES OF THE UNITED STATES OF AMERICA 89: pp. 10390–10394. (1992)
- Julesz B, Kovacs I.: Stereopsis is not color-blind (except for green). INVESTIGATIVE OPHTHALMOLOGY & VISUAL SCIENCE 33:(4) p. 1332. (1992)
- Kovács I, B Julesz: Perceptual sensitivity maps within globally defined visual shapes.
- NATURE: INTERNATIONAL WEEKLY JOURNAL OF SCIENCE 370: pp. 644–646. (1994)
- I Kovács: The magical number 7 +/- 7: selection by covert visual attention. PERCEPTION 23:(S) p. 13. (1994)
- Kovacs I.: Gestalten of today: Early processing of visual contours and surfaces. BEHAVIOURAL BRAIN RESEARCH 82:(1) pp. 1–11. (1996)
- Kozma P, Kovacs I, Benedek G.: Late maturation (age > 5 years) of long-range spatial interactions in humans. PERCEPTION 26: p. 116. (1997)
- Kovacs I.: Human development of perceptual organization. VISION RESEARCH 40:(10-12) pp. 1301–1310. (2000)
- Kovacs I, Lukacs A, Feher A, Racsmany M, Pleh Cs.: Contour integration deficit in children suffering from Williams syndrome. PERCEPTION 30:(Suppl) p. 120. (2001)
- Kovács I.: Tudja-e a látórendszer a fizikát? MAGYAR TUDOMÁNY 47:(8) pp. 51–61. (2002)
- Kovács I.: Funkcionális és fejlődésbeli disszociációk a látórendszerben. In: Vizi E. Szilveszter, Altrichter Ferenc, Nyíri Kristóf, Pléh Csaba (szerk.) Agy és tudat (Kognitív Szeminárium). 242 p. Budapest: BIP Kiadó, 2002. pp. 221–230.
- Kovács I.: Az emberi látás fejlődéséről. MAGYAR PSZICHOLÓGIAI SZEMLE LX:(3) pp. 309–326. (2005)
- Patricia Gerván, Ilona Kovács: Sleep dependent learning in contour integration. JOURNAL OF VISION 7:(9) p. 48a. (2007)
- Gerván P, Kovács I.: Látod? Nem látod? Na látod! MAGYAR TUDOMÁNY 167:(2) pp. 173–182. (2007)
- Gerván P, Madrász T, Kovács I.: Perceptuális tanulási képességek Williams szindrómában: a háttérben álló kérgi strukturális eltérések és alvászavarok disszociációja. XV. Látás Szimpózium, Szeged (2009)
- Kovacs I.: Riddle of the past, puzzle for the future: Perception beyond Inference In: Liliana Albertazzi, Gert J. van Tonder, Dhanraj Vishwanath (szerk.) Perception beyond Inference: the information content of visual processes. 445 p. Cambridge; London: MIT Press, 2010. pp. 109–132.
- Gervan P, Berencsi A, Kovacs I.: A motoros és perceptuális tanulás fejlődési sajátosságai. In: MAKOG XVIII. (A Magyar Kognitív Tudományi Alapítvány Konferenciája). Konferencia helye, ideje: Budapest, Magyarország, 2010.01.25-2010.01.26. p. 12.
- Jando G, Miko-Barath E, Marko K, Hollody K, Torok B, Kovacs I.: Early-onset binocularity in preterm infants reveals experience-dependent visual development in humans. PROCEEDINGS OF THE NATIONAL ACADEMY OF SCIENCES OF THE UNITED STATES OF AMERICA 109:(27) pp. 11049–11052. (2012)
- Eszter Mikó-Baráth, Katalin Markó, Anna Budai, Béla Török, Ilona Kovacs, Gábor Jandó: Maturation of cyclopean visual evoked potential phase in preterm and full-term infants. INVESTIGATIVE OPHTHALMOLOGY & VISUAL SCIENCE 55:(4) pp. 2574–2583. (2014)

## Díjak
- 2009: Academia Europaea választott tagja
- 2006: BME GTK kutatói díj
- 2006: Akadémiai Díj
- 2005: Charles Simonyi kutatói ösztöndíj
- 1991: Fight for Sight Research Division of the National Society to Prevent Blindness Research Award, USA
- 1990: Soros Foundation Research Award
- 1980: Jó tanuló, jó sportoló díj

## Tudományos közéleti tagságok, elnökségek (válogatás)
- 2004 – Magyar Kognitív Tudományi Társaság elnöke
- 2005 – Editorial Board member, Vision Research, Elsevier Journals [forrás?]
- 2012 – MAB Pedagógia Pszichológia Szakbizottság tagja
- 2013 – ERC SH4 panel member

## Tudományon kívüli érdeklődés és eredmények
1975 és 1980 között 110-szeres nemzeti válogatott kosárlabdázó volt, az 1980-as olimpiai játékokon pedig negyedik helyezést ért el csapatával. Mindig is vonzották a vizuális művészetek, nagyon szeret fotózni, műveit több helyen kiállították már:
- NY Arts Biennial'97, NYU and Eight Floor Gallery, 473 Broadway, NY, NY, 1997
- Tisza 2000, Votisky Galéria, Tiszakürt, 2000.
- Salon 2000, The first show of the New Millenium, Limner Gallery, NY, NY.
- Látványos Tudomány 2006, Budapest (Novartis & Daily Telegraph), kategória győztes.

Szeret a kínai eredetű táblás játékkal, a góval játszani. 2001 óta pedig csellózik is.